# Mikhaïl Arseniev
Pour les articles homonymes, voir Arseniev.
Mikhaïl Andreïevitch Arseniev, (en russe : Михаил Андреевич Арсеньев), est un militaire russe né en 1779, décédé le 6 novembre 1838 dans la province de Toula.
Au cours des guerres napoléoniennes, il fut l'un des commandants de l'Armée impériale de Russie. Héros de la guerre patriotique de 1812.

## Biographie
Mikhaïl Andreïevitch Arseniev fut affecté en tant que sergent (vaguemestre) au régiment des Gardes à cheval en 1791. En juin 1796, il fut transféré au régiment de cavalerie de Sa Majesté l'impératrice Maria Fiodorovna. En novembre 1797, après dissolution de ce régiment par Paul Ier de Russie (1796), il fut de nouveau affecté au régiment des Gardes à cheval et fut promu, le 10 juillet 1799, cornette au régiment de la Garde à cheval. Le 12 août 1807, il fut élevé au grade de colonel. Du 6 mai 1811 au 6 février 1813, il exerça le commandement d'un régiment de Gardes à cheval. Au cours de la guerre patriotique de 1812, il s'illustra dans les batailles de Vitebsk, Smolensk (16 août au 17 août 1812), et Borodino (7 septembre 1812). Il fut grièvement blessé à l'épaule gauche, au cours de cette dernière bataille. Sa charge héroïque menée contre l'ennemi à la bataille de Borodino lui valut l'ordre de Saint-Georges (4e classe) (21 novembre 1812). Le major-général participa aux batailles de Winkowo (18 octobre 1812), de Maloyaroslavets (24 octobre 1812) et de Krasnoï (18 novembre 1812). Le 26 décembre 1812, il fut promu au grade de major-général (grade situé entre colonel et lieutenant-général). Le 6 février 1813, il fut nommé commandant du régiment de cavalerie de la Garde et en octobre de la 1re brigade de la 1re division de cuirassiers.

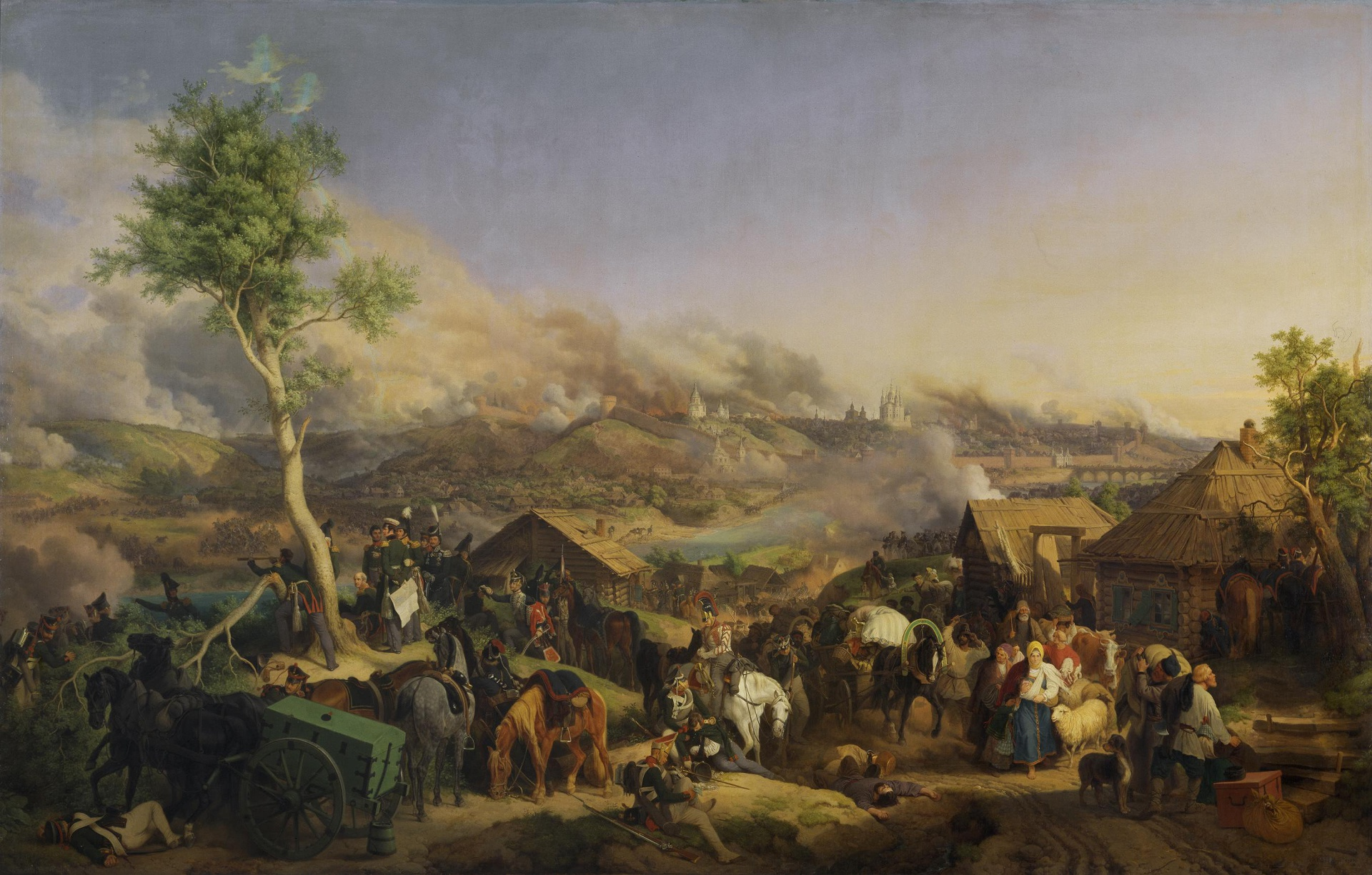
Bataille de Smolensk (1812), œuvre de Peter von Hess (1792-1871)

De 1813 à 1814, le major-général Arseniev prit part à la Campagne d'Allemagne (1813) et à la Campagne de France (1814). Le 30 août 1813, il se distingua à la bataille de Kulm et reçut l'ordre de Saint-Vladimir (3e classe) (28 novembre 1813). Le 25 mars 1814, pendant la bataille de Fère-Champenoise, il fit de nouveau preuve de grande bravoure. Au terme de cette campagne, il fut décoré de plusieurs ordres militaires étrangers : l'ordre de l'Aigle rouge (1814), ordre militaire de Maximilien-Joseph de Bavière (3e classe) (1814), l'ordre de Léopold (2e classe) (1814). L'Empire russe l'honora de l'ordre de Sainte-Anne (1re classe) (13 mars 1814) et le  royaume de Prusse de l'ordre de la croix de fer (Krest Koulmski 1816).
Le 16 janvier 1819, Mikhaïl Arseniev fut nommé commandant de la 1re division de dragons.
Il fut mis à la retraite, le 23 octobre 1813, pour raison de santé, mais siégea comme membre du Comité chargé de l'élaboration des lois régissant la cavalerie.

## Décès
Mikhaïl Andreëivitch Arseniev décéda d'une pneumonie le 6 novembre 1838 dans sa propriété de Toula.

## Distinctions
Empire russe
- Récipiendaire de 4e classe de l'ordre de Saint-Georges (21 novembre 1812)
- Récipiendaire de 3e classe de l'ordre de Saint-Vladimir (28 novembre 1813)
- Récipiendaire de 1re classe de l'ordre de Sainte-Anne (13 mars 1814)

 Royaume de Prusse
- Récipiendaire de 2e classe de l'ordre de l'Aigle rouge (1814)
- Récipiendaire de la croix de fer (1816)

 Royaume de Bavière
- Chevalier de l'ordre militaire de Maximilien-Joseph

 Empire d'Autriche
- Commandeur de l'ordre de Léopold (1814)

## Sources
- Dictionnaire des généraux russes, et des personnalités ayant combattu contre les armées de Napoléon Bonaparte (1812-1815).www.museum.ru

- (ru) Cet article est partiellement ou en totalité issu de l’article de Wikipédia en russe intitulé « Арсеньев, Михаил Андреевич » (voir la liste des auteurs).